# پارک ملی بلیدینیه

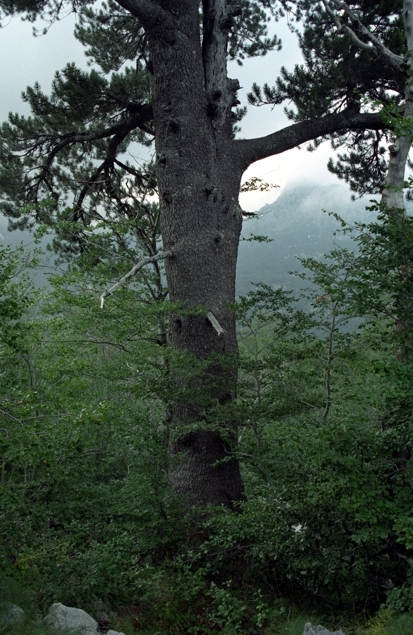
پینوس لکوودرمیس

پارک طبیعت بلیدینیه یک پارک طبیعت در بوسنی و هرزگوین است که در تاریخ ۳۰ آوریل ۱۹۹۵ تأسیس شده‌است. این پارک در مرکز آلپ دیناری واقع شده‌است و نشان دهنده یک منبع طبیعی مهم آب‌زمین‌شناسی در کارست دیناریک بوسنی و هرزگوین، با میراث فرهنگی و تاریخی قابل توجهی است. کوه‌های مهم از محدوده آلپ دیناریک، شامل فلات و دریاچه‌ها دره‌ها و از دیگر ویژگی‌های کارستی منطقه هستند.

## جغرافیا و هیدرولوژی
یخچالهای طبیعی ذوب شده از آوورسنیکا در طی دو دوره یخبندان گذشته این دره باز و بی ثمر را ایجاد کرده‌اند. یک فلات بزرگ، که ۳–۵ کیلومتر طول دارد.

### دریاچه بلیدینیه
مهمترین پدیده هیدروژئولوژیکی در این پارک دریاچه آلپی، دریاچه بلیدینیه، بزرگترین نوع خود در بوسنی و هرزگوین است. دریاچه بلیدینیه نتیجه مستقیمی از عقب‌نشینی یخچالهای طبیعی است، اما طبق اسناد دفتر Poklečani Parishes، دریاچه نیز محصول مداخلات و فعالیتهای انسان شناسانه ساکنان بشر است. طبق این اسناد، این دریاچه مصنوعی است و در اواخر قرن ۱۹ ایجاد شده‌است. به منظور حفظ آب از دست رفته در زیرگذرهای زیر زمینی، ساکنان محلی و دامداران گودال‌ها را با شاخه‌ها و خشت‌ها مهر و موم کردند تا آب نتواند راه خود را در زیر زمین پیدا کند؛ بنابراین دریاچه شکل گرفت.